# نيغريتا
نيغريتا (Νιγρίτα) هي مدينة في سيرري في مقاطعة فوريا إلادا في اليونان.